# Jean-Luc Fournier (ski alpin)
Pour les articles homonymes, voir Jean-Luc Fournier et Fournier.
Jean-Luc Fournier, né le 23 septembre 1956 à Haute-Nendaz, est un skieur alpin suisse qui a mis fin à sa carrière sportive à la fin de la saison 1982.

## Palmarès

### Coupe du monde
- Meilleur classement au Général : 19e en 1978 et 1979.
- 4 podiums en course Coupe du monde (4 en Slalom Géant).